# 1042 (numero)
Millequarantadue (1042) è il numero naturale dopo il 1041 e prima del 1043.

## Proprietà matematiche
- È un numero pari.
- È un numero composto da 4 divisori: 1, 2, 521, 1042. Poiché la somma dei suoi divisori (escluso il numero stesso) è 524 < 1042, è un numero difettivo.
- È un numero semiprimo.
- È un numero palindromo e un numero ondulante nel sistema posizionale a base 11 (868).
- È un numero odioso.
- È un numero intero privo di quadrati.
- È parte delle terne pitagoriche (558, 880, 1042), (1042, 271440, 271442).

## Astronomia
- 1042 Amazone è un asteroide della fascia principale del sistema solare.
- NGC 1042 è una galassia spirale.

## Astronautica
- Cosmos 1042 è un satellite artificiale russo.